# Balibar (Cristo Rei)
Der osttimoresische Suco Balibar liegt südlich der Landeshauptstadt Dili, im Verwaltungsamt Cristo Rei der Gemeinde Dili.

## Geographie
Der Suco Balibar bildet im Südwesten des Verwaltungsamtes Cristo Rei eine Ausdehnung nach Westen. Nördlich liegt der Suco Lahane Oriental (Verwaltungsamt Nain Feto), westlich der Suco Dare (Verwaltungsamt Vera Cruz) und südlich die Sucos Cotolau und Talitu (Verwaltungsamt Laulara, Gemeinde Aileu). Grob entlang der Südgrenze verläuft die Überlandstraße von Dili nach Aileu und weiter nach Maubisse und Ainaro. Balibar hat eine Fläche von 3,96 km².
Der Suco teilt sich in die vier Aldeias Fatu Loda (Fatuloda), Lacoto (Lakoto), Lorico und Tancae. Der Ort Balibar liegt in der Aldeia Lorico. Die drei weiteren größeren Siedlungen im Suco sind die Namensgeber der anderen drei Aldeias. Der Sitz des Sucos befindet sich in Fatu Loda.
Im Suco steht das private Wohnhaus von Premierminister (2007 bis 2015 und seit 2023) Xanana Gusmão. Am 11. Februar 2008 wurde es von Rebellen gestürmt, als nur die Familie Gusmãos zu Hause war. Verletzt wurde niemand.

## Einwohner
In Balibar leben 1.820 Einwohner (2022), davon sind 940 Männer und 880 Frauen. Der gesamte Suco gilt als ländlich und damit eigentlich nicht als Teil der Stadt Dili. Im Suco gibt es 307 Haushalte. Über 91 % der Einwohner geben Tetum Prasa als ihre Muttersprache an. Knapp 7 % sprechen Mambai, Minderheiten Adabe oder Lolein.

## Geschichte
Am 10. Juni 1980 griffen Kämpfer der FALINTIL mehrere Ziele in Dili an, darunter das Waffenlager der B-Kompanie des indonesischen Bataillons 744 in Becora. Infolgedessen wurden Bewohner der Stadtränder in Balibar und Ailok von den Indonesiern in Fatu Loda zusammengezogen, wo sie unter strengen Sicherheitsauflagen bis 1986 leben mussten. Folge dieser Einschränkungen waren mehrere Todesopfer. Wenn man die Zone verlassen wollte, musste man das beim Babinsa (dem militärischen Berater im lokalen Rat) melden. Zwischen 16 Uhr und 8 Uhr war der Ausgang komplett verboten.

## Politik

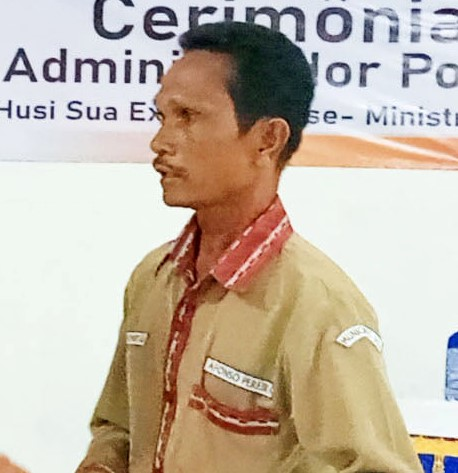
Afonso Pereira (2022)

Bei den Wahlen von 2004/2005 wurde Antonio Pereira zum Chefe de Suco gewählt. Bei den Wahlen 2009 gewann Domingos Amaral Verdial und 2016 Afonso Pereira.

## Persönlichkeiten
- Cristina Borges da Costa Tilman Ximenes (* 1945 in Lacoto), Unabhängigkeitsaktivistin